# Risoba camerunica
Risoba camerunica är en fjärilsart som beskrevs av Emilio Berio 1956/57. Risoba camerunica ingår i släktet Risoba och familjen trågspinnare. Inga underarter finns listade.